# Trasacco
Trasacco (Trasacchə en el dialecto Marsicano) es un municipio italiano de 5.791 habitantes de la provincia de L'Aquila en Abruzzo.

## Geografía

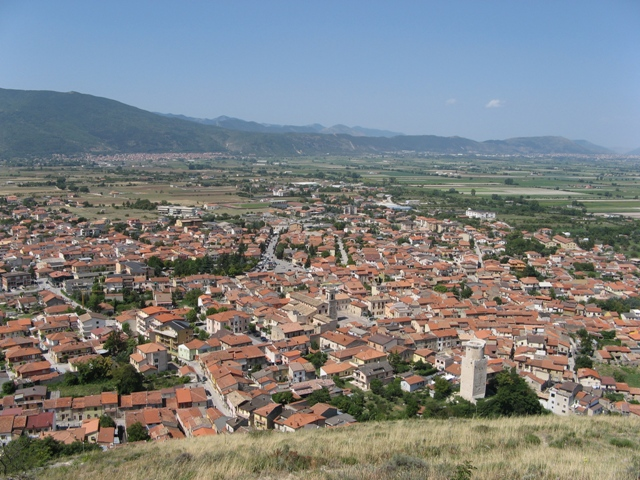
Vista panorámica de Trasacco

Trasacco está situado en la vertiente sur del antiguo embalse del Fucino, a las faldas del monte Labrone (1099 m s.n.m.). El monte Alto (1787 m s.n.m.) marca la frontera con el vecino municipio de Luco dei Marsi, el monte Longagna (1769 m s.n.m.) con el de Collelongo.
En el territorio trasaccano se encuentra la entrada de la Vallelonga, una extensión meridional de la Marsica situada en el perímetro exterior del parque nacional de los Abruzos, Lacio y Molise.
Trasacco limita al este con el municipio de Ortucchio, al sur con Collelongoy al oeste con Luco dei Marsi. Al suroeste su territorio montañoso separa la llanura del Fucino del valle Roveto.

## Origen del nombre
El origen del nombre Trasacco está relacionado con la palabra latina Transaquas, es decir "más allá de las aguas". El centro adquirió este nombre gracias a su posición geográfica respecto al lago del Fucino y al importante municipio romano de Marruvium, situado en la contemporánea San Benedetto dei Marsi.
El núcleo más antiguo del territorio, que data de la época prerromana, probablemente se llamaba en lengua marsa Supna. Habría dado el nombre al siguiente vicus de Supinum, situado más abajo que el núcleo anterior. El centro fue llamado Transaquas en ocasión del primer drenaje del lago realizado entre el 41 y el 52 d. C. por el emperador Claudio a través de la realización de los homónimos cunicoli.

## Historia

### Orígenes
El centro fortificado itálico, probablemente llamado Supna en lengua marsa, estaba situado sobre el monte Alto. Sus habitantes en época romana abandonaron el ocre colocado en altura para edificar el vicus denominado Supinum, cerca del palacio imperial que Claudio hizo construir con motivo de las obras para la realización de los túneles de Claudio, con el fin de drenaje parcial y la recuperación del lago fucense. El centro histórico trasaccano insiste en algunas necrópolis de época romana tardía e imperal donde se han encontrado sepulturas de diferente factura: tumbas de capuchinos y fosas, así como importantes sepulturas monumentales como las que pertenecían a los Titecios, tribunos militares y primus pilus del ejército romano, que desempeñaron papeles de primer plano en la administración de la antigua ciudad que estaba situada entre Anxa-Lucus Angitiae y el municipio romano de Marruvium del que dependía. Algunas losas esculpidas se conservan en el oratorio de la basílica de los Santos Cesidio y Rufino de Asís.
Lejos del trazado original de la Vía Tiburtina, Transaquas era considerada un centro religioso de primer plano en el territorio marsciano y al mismo tiempo representaba un lugar seguro contra las incursiones. Sin embargo, durante el siglo III, durante la persecución a los cristianos y a raíz de la irrupción ordenada por el emperador Maximino el Tracio, Césides y otros jefes espirituales fueron asesinados.

### Edad media
El centro se desarrolló en época altomedieval cuando se construyeron nuevas viviendas alrededor de la iglesia madre. Entre el final del siglo X y la primera mitad del XI los benedictinos de Montecassinodisponían de posesiones en toda la zona marsicana. En Trasacco poseían la iglesia de San Angelo, el monasterio de San Martino, que estaba situado sobre la colina homónima, y la iglesia de San Tommaso in Pertugia, en la contrada de Fossa della Villa. El tamaño y la importancia de la ciudadela aumentaron después de las grandes donaciones hechas por los condes de los Marsis a partir del año 1096, cuando Berardo y su madre Gemma donaron a Taddeo, abad de la iglesia martirial de San Cesidio, y a sus canónigos todas sus posesiones en Transaqua, excepto el palacio comital que se encontraba cerca de la puerta del castillo.
Durante toda la Edad Media y en la época moderna, Trasacco ha seguido de cerca las vicisitudes históricas de los condados marsicanos de Albe y Celano.
Los documentos históricos informan de los graves daños ocurridos en Trasacco y otros centros del territorio debido a las inundaciones del lago Fucino.

### Edad Contemporánea
Después de la abolición de los feudos, desde 1811 hasta 1831 fue reunida administrativamente en Luco dei Marsi. En 1847 se estableció su distrito que formó parte del distrito de Avezzano.
Entre 1855 y 1876, Alessandro Torlonia hizo secar definitivamente el lago fucense permitiendo el cultivo de las tierras emersas por una superficie de aproximadamente 16.000 hectáreas.
Algunos agricultores, pocos días antes del terremoto de 1915, denunciaron extraños fenómenos que se produjeron en las tierras fucenes a las puertas del pueblo. Informaron de gases saliendo de la tierra y del agua de los pozos que se había enturbiado repentinamente. Al amanecer de aquel triste día perecieron bajo los escombros alrededor del 10% de la población trasaccana.
Justo después de la liberación, una joven de 22 años, Adalgisa Antonia Carlesimo, conocida como María y llamada Faccetta Nera, se enamoró y quedó embarazada de un graduado alemán lo siguió en retirada. De regreso al pueblo después del parto, la joven madre fue acusada de haber sido la espía de los alemanes que entre el 30 de mayo y el 1 de junio de 1944 fusilaron a cuatro hombres en la localidad de Tre Portoni, cerca de las compuertas del Fucino, y una quinta persona en la zona montañosa de Longagna. Los nazismo después de unos días cometieron también un asesinato en la cercana Collelongo fusilando a otras tres personas. El 22 de mayo de 1945, Faccetta Nera de regreso a Trasacco, a pesar de estar alojada en forma cautelar en el cuartel de los carabineros, fue tomada por la fuerza por una multitud enfurecida. Colgada de los pies en un árbol de la plaza de San Cesidio fue asesinada bárbaramente a golpes de hachas, cuchillos y horcas. En 1947 los responsables del asesinato fueron juzgados y condenados por el tribunal de L'Aquila. Ya durante el proceso se plantearon muchas dudas sobre la verdadera identidad del espía que habría causado el fusilamiento.
El árbol, un olmo, fue removido en 1950. Un monumento a la masacre de las Tre Portoni fue erigido en la plaza Matteotti, mientras que una piedra conmemorativa se colocó en el lugar donde ocurrió el asesinato.

## Administración
En el sitio del Ministerio del Interior están disponibles los datos de todas las elecciones municipales de Trasacco desde 1985 hasta hoy. 
| Período                 | Período              | Alcalde                       | Partido                    |
| ----------------------- | -------------------- | ----------------------------- | -------------------------- |
| 16 de noviembre de 1997 | 7 de mayo de 2002    | Giuseppe Ranalletta           | Coalición de centroderecha |
| 27 de mayo de 2002      | 6 de mayo de 2012    | Gino Gabriele Fosca           | Coalición de centroderecha |
| 7 de mayo de 2012       | 10 de junio de 2017  | Mario Quaglieri               | Obiettivo Trasacco         |
| 11 de junio de 2017     | 3 de octubre de 2018 | Mario Quaglieri               | Trasacco nel cuore         |
| 4 de octubre de 2018    | 25 de mayo de 2019   | Malgari Trematerra (interino) |                            |
| 26 de mayo de 2019      | 8 de junio de 2024   | Cesidio Lobene                | Per crescere insieme       |
| 9 de junio de 2024      | en el cargo          | Cesidio Lobene                | Continuità e innovazione   |

## Evolución demográfica
| Gráfica de evolución demográfica de Trasacco entre 1861 y 2001 |
|                                                                |
| Fuente ISTAT - elaboración gráfica por Wikipedia               |

## Deportes

### Fútbol
El equipo de fútbol de Trasacco es el Fucense, fundado en 1922. Representa al municipio marsicano en los torneos aficionados y juveniles regionales, jugando los partidos internos en el estadio municipal dotado de campo de hierba natural.

### Atletismo
El grupo deportivo "Plus Ultra" promueve la práctica del atletismo tanto a nivel juvenil como amateur. Organiza varias competiciones de trail running en el territorio de la Marsica.

### Instalaciones deportivas
El estadio municipal, situado a las puertas del pueblo, presenta el manto de hierba natural y la tribuna cubierta. El estadio cuenta con una pista de atletismo.